# Hundhällen
Hundhällen, finska: Koirapaasi, är en ö i Finland. Den ligger i Finska viken och i kommunen Helsingfors i landskapet Nyland, i den södra delen av landet. Ön ligger nära Helsingfors.
Öns area är 0,5 hektar och dess största längd är 110 meter i öst-västlig riktning. Närmaste större samhälle är Helsingfors, 5,1 km norr om Hundhällen.